# Tel Shalem
Koordinaten: 32° 23′ 57,3″ N, 35° 31′ 33,7″ O

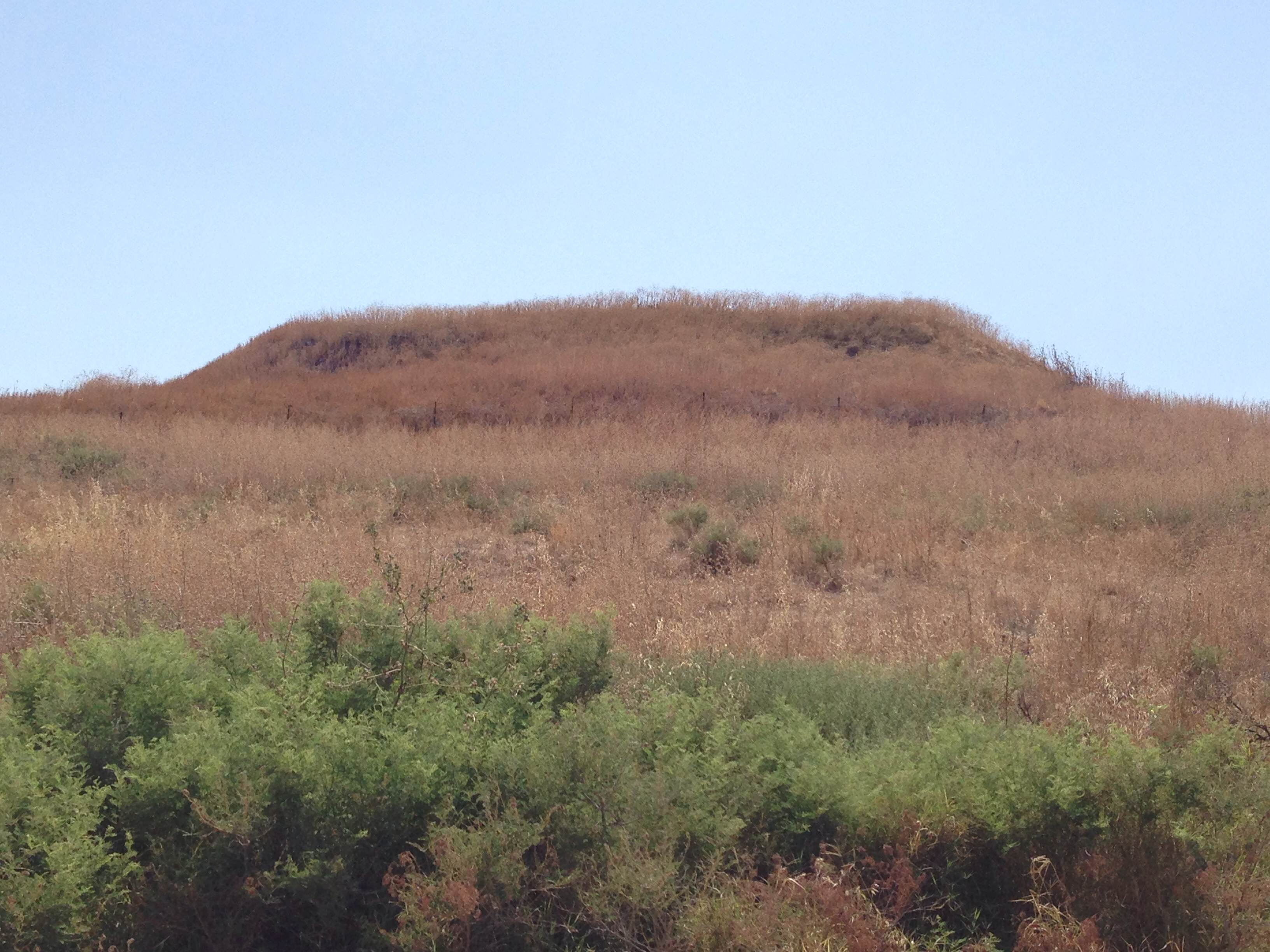
Der bronzezeitliche Siedlungshügel bei Tel Schalem

Tel Schalem (hebräisch תֵּל שָׁלֵם, arabisch Tell er Radgha) ist eine archäologische Ausgrabungsstätte in Tirat Zvi, Israel, etwa elf Kilometer südlich der modernen Stadt Beit Scheʾan im mittleren Jordantal, unweit des Flusses. Hier finden sich Reste einer antiken Siedlung, einer Nekropole sowie die Reste zweier Militärlager, die neben der Siedlung liegen, sich aber überlagern, also nicht gleichzeitig existierten. Die ältesten antiken Reste der Siedlung datieren in die Bronzezeit, wurden bisher aber kaum untersucht. Es gibt vor allem Siedlungsreste aus der hellenistisch-römischen Periode. Daneben gibt es in einem Abstand von etwa anderthalb Kilometern eine spätantike-byzantinische Nekropole, in der viele Spolien aus älterer Zeit verbaut wurden.

## Lage
Tel Schalem liegt strategisch günstig und zwar am Rande der Jesreelebene und nahe der antiken Stadt Nysa-Skythopolis (Beit Scheʾan). Hier stand wahrscheinlich auch ein Triumphbogen des Kaisers Hadrian, von dem sich Spolien in der genannten Nekropole fanden. 1975 fand sich in Tel Schalem eine bronzene Panzerstatue des Hadrian. Neben der Statue des Kaisers kamen hier weitere Fragmente von Bronzestatuen zu Tage, worauf kurze Grabungen stattfanden, um die Fundlage der Fragmente zu klären. Zur Statue Hadrians wird auch die zweitgrößte je gefundene lateinische Inschrift gezählt, die kontrovers einem Triumphbogen zu Ehren Hadrians zugeordnet wird und sich heute im Israel-Museum befindet.
In der byzantinischen Nekropole konnten drei Gräber festgestellt werden, zwei von ihnen wurden untersucht und enthielten bis zu 15 Bestattungen. Die Gräber waren in den Fels gehauen und zum Teil mit Steinplatten ausgekleidet und abgedeckt. Bei den Abdeckplatten handelt es sich zum Teil um Spolien.

## Lager der Legio VI Ferrata

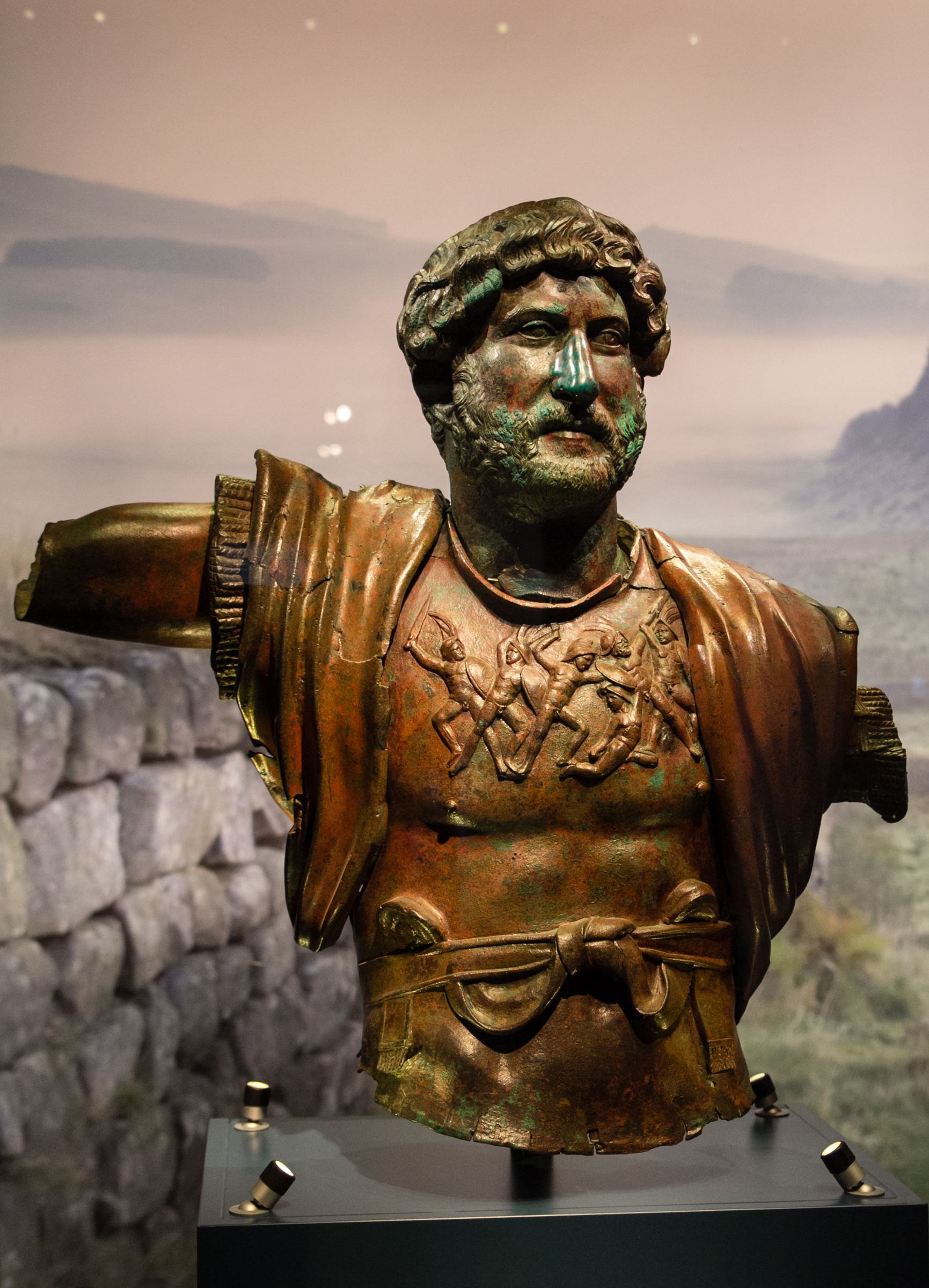
Statue des Hadrian aus Tel Schalem

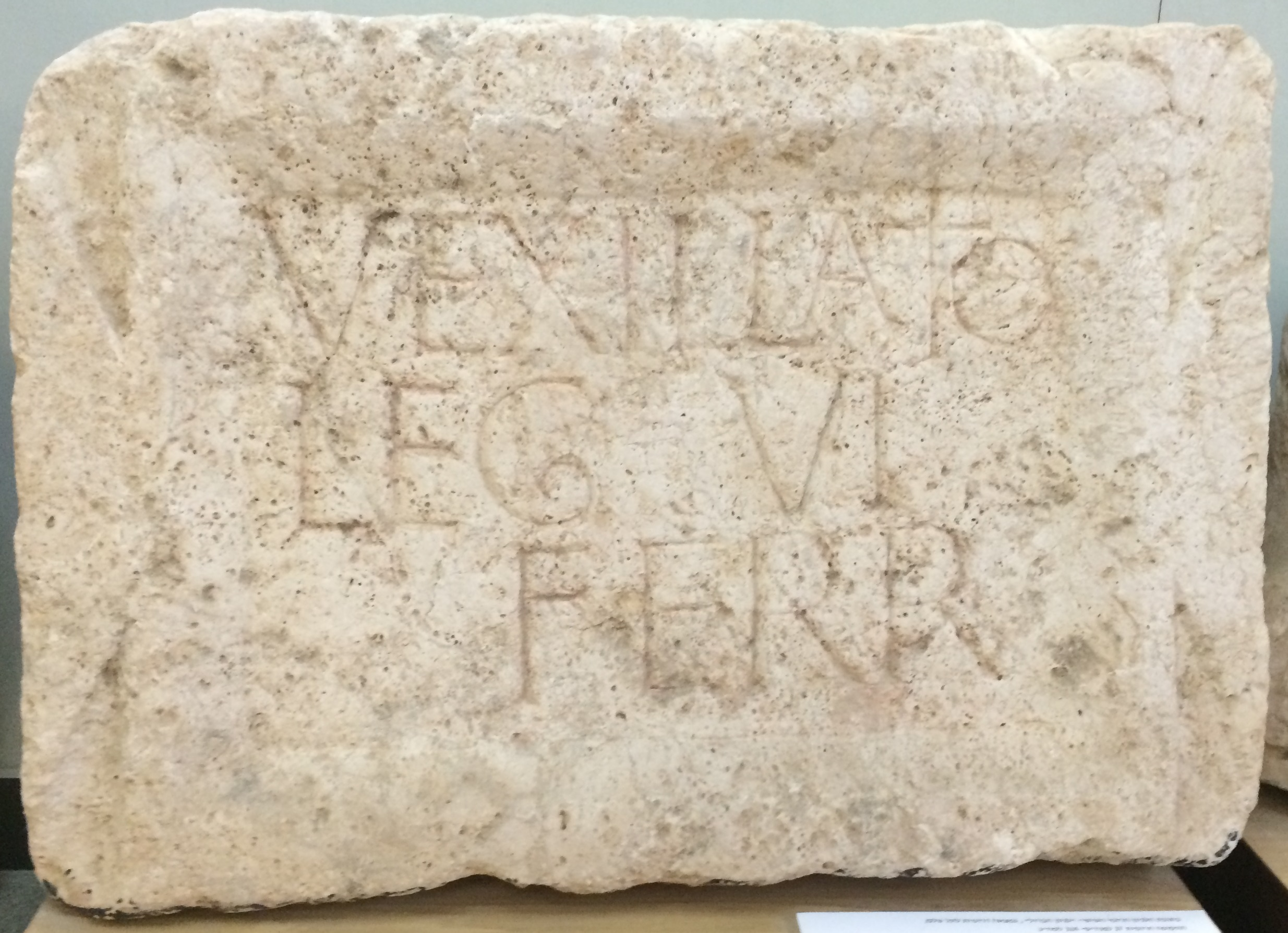
Vexillations-Inschrift der Legio VI Ferrata

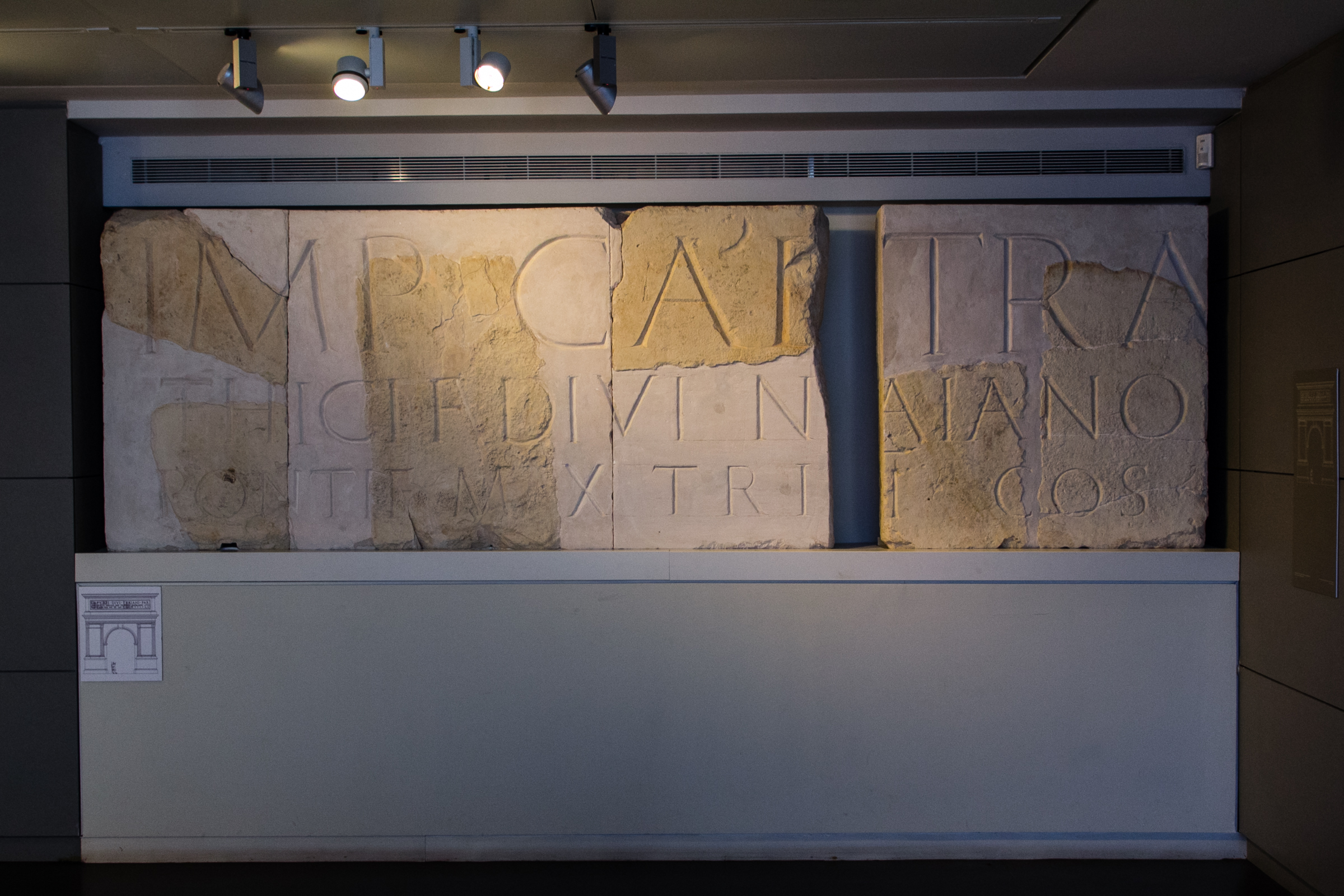
Inschrift des Hadrian aus Tel Schalem

Dem ersten römischen Militärlager gingen Siedlungsspuren einer hellenistisch-frührömischen Siedlungsperiode voraus, dessen Spuren an der südwestlichen Ecke des Altkastelles nach Südwesten hinausragen.
Die beiden römischen Militärlager in Tel Schalem wurde in Teilen in mehreren Grabungskampagnen untersucht. Das ältere der beiden Lager war das kleinere, etwa 130 × 170 m groß und war von einem Erdwall umgeben. Die Spielkartenform des mit der Längsseite nach Norden orientierten Lagers war in der Magnetprospektion klar zu sehen. Es liegt auf einem kleinen Plateau, das eine gute Rundumsicht vor allem über die nördliche Tiefebene und zum Jordan bot. Vermutlich war es zur Kontrolle eines Jordanüberganges errichtet. Türme konnten in der Umwehrung nicht festgestellt werden. Das nördliche Tor, die Porta principalis sinistra, wurde nach Osten versetzt zur nordöstlichen Ecke hin entdeckt.
Die Innenbebauung war wegen landwirtschaftlicher Tätigkeiten nicht gut erhalten. Die Bauten bestanden aus Lehmziegeln und standen auf Steinfundamenten. Nach der Größe des Lagers konnte hier eine halbe Legion untergebracht werden. Quellen westlich des Lagers und die 400 Meter entfernte Quelle ̒En Avraham im Norden konnten zur Wasserversorgung gedient haben.
Eine zivile Siedlung (vicus) ist nur etwa 100 Meter von der nordöstlichen Kastellecke entfernt detektiert wurden.
Anhand einer Inschrift ist sicher, dass hier eine Vexillation der Legio VI Ferrata stationiert war, die wohl dieses erste Militärlager errichtete. Nach der bekannten Geschichte der Legion, hatte das Lager nur eine kurze Zeit aber mindestens zwischen 123 (Relokation der Legion von Bostra) bis 136 bestanden. Es wird angenommen, dass das Lager im Bar-Kochba-Aufstand zerstört wurde.

## Lager der Ala VII Phrygum
An nahezu gleicher Stelle wurde dann ein zweites Lager der 7. phrygischen Reiterstaffel, der Ala VII Phrygum, angelegt, das bis zur späten Kaiserzeit (C1-C3) bestand. Alle jüngeren Ausgrabungen betreffen dieses letzte Kastell.
Die Funde der Ausgrabungen von 2013 bis 2020 durch die Universität zu Köln, das Israel Museum und die Hebräische Universität Jerusalem und in Zusammenarbeit mit der Universität Basel und dem amerikanischen Macalaster College, ergaben neben einem rund 35 m2 großen Mosaik im Fahnenheiligtum der principia auch Inschriften, die zum einen den Kommandanten der Reiterstaffel, Quintus Pomponius Sanctianus, als auch Kaiser Caracalla (188–217) benennen, sowie einen bis dahin noch unbekannten Statthalter einer der beiden 193/194 aus der römischen Provinz Syria hervorgegangenen Teilprovinzen Syria Coele oder Syria Phoenice mit Namen Attidius Praetextatus.
Gleichzeitig konnte damit das erste sichere Standlager dieser Reitertruppe nachgewiesen werden. Da das Lager eigentlich zu klein für eine komplette Ala war, steht es zur Diskussion ob nur ein größerer Teil der Ala direkt stationiert war oder die Stärke der Ala nicht die volle Truppenstärke umfasste.
Die Ausgrabungen konzentrierten sich auf die principia, die im Zentrum des nunmehr leicht vergrößerten Militärlagers nachgewiesen wurde. Südlich daran, noch im Lager, wurden Ruinenreste identifiziert, die einem Badgebäude zugeordnet werden. Am bedeutendsten war die Entdeckung eines kapellenartigen sacellum oder aedes westlich an das Stabsgebäude angrenzend, in der ein sehr gut erhaltenes Mosaik mit Inschriften der Ala gefunden wurde. Drei bis vier Bauphasen wurden dabei identifiziert.
Das Lager dürfte vermutlich in der Mitte des 3. Jahrhunderts planmäßig aufgegeben worden sein, wobei die Bauten absichtlich eingeebnet wurden.
Es fanden sich darüber hinaus auch mehrere gestempelte Dachziegel der Ala, durch die ein weiterer Kommandeur, Antius Antoninus, belegt ist. Vergleichende Untersuchungen des Tons der Ziegel deuten darauf hin, dass die Einheit nahebei eine eigene Ziegelei betrieben haben muss.
2020 konnte das südlichere praetorium ergraben werden. Über die Existenz eines möglicherweise spätantiken Burgus an der südwestlichen Ecke dieses älteren Kastelles sind weitere Untersuchungen notwendig.
Über dem jüngeren Kastell wurden Reste einer mamlukischen Besiedlungsperiode gefunden.